# Ferrovie del Governo del Giappone

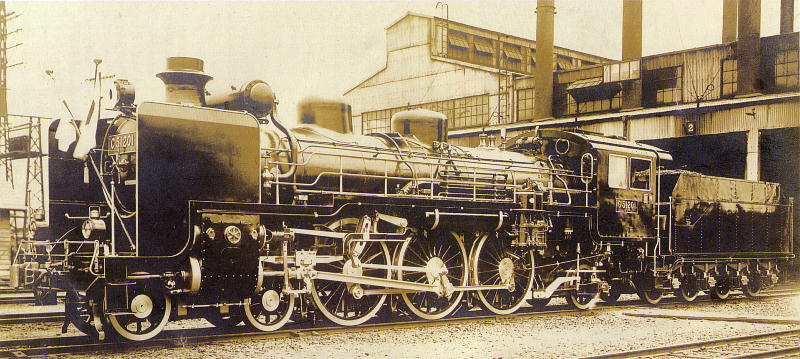
Locomotiva C51

Le Ferrovie del Governo Giapponese, note a livello internazionale con il nome inglese Japanese Government Railways (JGR), fu l'azienda statale di trasporto ferroviario operante in Giappone per conto del Governo tra il 1872 e il 1949.

## Storia
La prima linea ferroviaria in Giappone fu gestita dal governo imperiale e cominciò ad operare nel 1872. Il sistema della gestione imperiale divenne di fatto un monopolista dopo la nazionalizzazione varata nel 1906 e completata l'anno successivo. La gestione governativa divenne ufficiale nel 1920 con l'istituzione dell'apposito ministero.
Nel 1949 Le ferrovie del Governo del Giappone furono riorganizzate per diventare un'azienda pubblica dando vita alle Ferrovie Nazionali Giapponesi (Japanese National Railways).

### Cronologia
- 12 giugno 1872 - Apertura provvisoria della ferrovia tra Tokyo-Yokohama (Stazione di Shinagawa - Stazione di Sakuragichō).
- 14 ottobre 1872 - Apertura ufficiale della linea Tokyo-Yokohama.
- 31 marzo 1906 - Approvazione dell'Atto di nazionalizzazione delle ferrovie.
- 1º ottobre 1907 - Completamento della nazionalizzazione delle ferrovie con l'acquisto di 17 ferrovie private.
- 20 dicembre 1914 - Apertura della Stazione di Tokyo
- 1º novembre 1925 - Inaugurazione della Linea Yamanote
- 1º aprile 1943 - Inclusione della Prefettura di Karafuto all'interno del sistema nazionale di linee.
- 1º febbraio 1946 - Esclusione delle linee della zona di Karafuto sotto il controllo dell'Unione Sovietica.
- 1º giugno 1949 - Costituzione delle Ferrovie Nazionali Giapponesi e fine delle Ferrovie del Governo del Giappone.

## Nome
Il nome inglese Japanese Government Railways fu scelto dal Ministro delle ferrovie (鉄道省?, Tetsudōshō) del Giappone (ufficio costituito nel 1920) per chiamare quelle che a livello nazionale erano note come Linee del Ministro (省線?, shōsen) e a volte con il nome del ministro stesso come se si trattasse di ferrovie private. Altri nomi con cui erano note queste ferrovie erano Ferrovie del Governo Imperiale del Giappone (Imperial Japanese Government Railways) e Ferrovie del Governo Imperiale (Imperial Government Railways), nomi con cui era nota la rete prima dell'introduzione della carica del Ministro apposito.

## Rete
Alla fine della seconda guerra mondiale, nel 1945, Le Ferrovie del Governo del Giappone operavano in tutte le principali isole del Giappone: Honshū, Hokkaidō, Kyūshū, Shikoku e Karafuto. Le ferrovie a Taiwan e in Corea erano gestite dai governatori locali.
| Anno                       | Distanza In miglia prima del 1930, quando JGR adottarono il sistema metrico | Distanza In miglia prima del 1930, quando JGR adottarono il sistema metrico |
| Anno                       | mi                                                                          | km                                                                          |
| -------------------------- | --------------------------------------------------------------------------- | --------------------------------------------------------------------------- |
| 1881                       | 76,3131                                                                     | 122,8140                                                                    |
| 1891                       | 551,22                                                                      | 887,10                                                                      |
| 1901                       | 822,49                                                                      | 1323,67                                                                     |
| 1906-07: Nazionalizzazione |                                                                             |                                                                             |
| 1911                       | 4870,6                                                                      | 7838,5                                                                      |
| 1921                       | 6.484,7                                                                     | 10.436,1                                                                    |
| 1931                       | 9.056,4                                                                     | 14.574,9                                                                    |
| 1941                       | 11.433,2                                                                    | 18.400,0                                                                    |

Dopo l'atto di nazionalizzazione delle ferrovie del 1906-07 le Ferrovie del Governo del Giappone rimasero l'unico operatore a gestire il traffico tra le maggiori città; rimasero tuttavia indipendenti alcune piccole linee locali gestite da privati.

### Elenco dei gestori del JGR
Prima dell'istituzione delle Ferrovie Nazionali Giapponesi come azienda pubblica il 1º giugno 1949, le Ferrovie del Governo Giapponese furono gestite da diversi uffici e agenzie del governo.
| Data di costituzione | Ministro                                                                | Dipartimento                                   | Note                                                                                                |
| -------------------- | ----------------------------------------------------------------------- | ---------------------------------------------- | --------------------------------------------------------------------------------------------------- |
| 19 aprile 1870       | Ministro del Civile e delle Finanze (民部大蔵省?, Minbu-Ōkura-shō)      | 鉄道掛 (Tetsudō-gakari)                        | Solo per la costruzione                                                                             |
| 6 agosto 1870        | Ministro Civile (民部省?, Minbu-shō)                                    | 鉄道掛 (Tetsudō-gakari)                        | Solo per la costruzione                                                                             |
| 12 dicembre 1870     | Ministro dell'Industria (工部省?, Kōbu-shō)                             | 鉄道掛 (Tetsudō-gakari)                        | Solo per la costruzione                                                                             |
| 28 settembre 1871    | Ministro dell'Industria (工部省?, Kōbu-shō)                             | 鉄道寮 (Tetsudō-ryō)                           | Prima ferrovia inaugurata nel 1872                                                                  |
| 11 gennaio 1877      | Ministro dell'Industria (工部省?, Kōbu-shō)                             | 鉄道局 (Tetsudō-kyoku)                         | |
| 22 dicembre 1885     | Governo del Giappone (内閣?, Naikaku)                                   | 鉄道局 (Tetsudō-kyoku)                         | |
| 6 settembre 1890     | Ministro dell'Interno (内務省?, Naimu-shō)                              | 鉄道庁 (Tetsudō-chō)                           | |
| 21 luglio 1892       | Ministro delle comunicazioni (逓信省?, Teishin-shō)                     | 鉄道庁 (Tetsudō-chō)                           | |
| 10 novembre 1893     | Ministro delle comunicazioni (逓信省?, Teishin-shō)                     | 鉄道局 (Tetsudō-kyoku)                         | |
| 18 agosto 1897       | Ministro delle comunicazioni (逓信省?, Teishin-shō)                     | 鉄道作業局 (Tetsudō-sagyō-kyoku)               | Tetsudō-kyoku sopravvisse anche dopo la nazionalizzazione per amministrare alcune ferrovie private. |
| 1º aprile 1907       | Ministro delle comunicazioni (逓信省?, Teishin-shō)                     | 帝国鉄道庁 (Teikoku-Tetsudō-chō)               | Tetsudō-kyoku sopravvisse anche dopo la nazionalizzazione per amministrare alcune ferrovie private. |
| 5 dicembre 1908      | Cabinet (内閣?, Naikaku)                                                | 鉄道院 (Tetsudō-in)                            | Ferrovie Governative comunemente chiamate In-sen (院線?).                                           |
| 15 maggio 1920       | Ministro delle Ferrovie (鉄道省?, Tetsudō-shō)                          | Ministro delle Ferrovie (鉄道省?, Tetsudō-shō) | Ferrovie Governative comunemente chiamate Shō-sen (省線?).                                          |
| 1º novembre 1943     | Ministro dei Trasporti e Comunicazioni (運輸通信省?, Un'yu-Tsūshin-shō) | 鉄道総局 (Tetsudō-sōkyoku)                     | Ferrovie Governative comunemente chiamate Shō-sen (省線?).                                          |
| 19 maggio 1945       | Ministro dei Trasporti (運輸省?, Un'yu-shō)                             | 鉄道総局 (Tetsudō-sōkyoku)                     | Ferrovie Governative comunemente chiamate Shō-sen (省線?).                                          |